# Liam Howlett
Liam Paul Paris Howlett (født 21. august 1971) er DJ og hovedmedlem i det engelske band The Prodigy.
Howlett er opvokset i Braintree, Essex. Siden barndommen øvede han sig i klassisk klaver. I alderen 14 år mixede han sange optaget fra radioen ved at bruge pauseknappen på sin båndoptager. Det var da han startede på skolen Alec Hunter Humanities College i Braintree at Howlett først fik øjnene op for hip-hopmusik og kultur. Han lærte at breakdanse og dj'ede i sit første band Cut2Kill før han startede med at skrive sin egen musik. Han blev knyttet til rave musik og tog til sit første rave i 1989.